# Chinonso Offor
Chinonso Offor (Jos, 2000. május 27. –) nigériai labdarúgó, a kanadai Montréal csatárja.

## Pályafutása
Offor a nigériai Jos városában született. Az ifjúsági pályafutását a Real Sapphire akadémiájánál kezdte.
2019-ben mutatkozott be a lett Daugavpils felnőtt keretében. 2019-ben a RFS-hez, majd 2020-ban az észak-amerikai első osztályban szereplő Chicago Fire-höz igazolt. 2022. augusztus 4-én 2½ éves szerződést kötött a Montrél együttesével. A 2022–23-as szezon első felében a belga első osztályban érdekelt Zulte-Waregem csapatát erősítette kölcsönben. Először a 2023. február 26-ai, Inter Miami ellen 2–0-ra elvesztett mérkőzés 83. percében, Sunusi Ibrahim cseréjeként lépett pályára. Első gólját 2023. március 19-én, a Philadelphia Union ellen hazai pályán 3–2-es győzelemmel zárult találkozón szerezte meg.

## Statisztikák
2023. június 25. szerint
| Klub                       | Szezon   | Osztály        | Bajnokság | Bajnokság | Kupa  | Kupa | Nemzetközi | Nemzetközi | Összesen | Összesen |
| Klub                       | Szezon   | Osztály        | Meccs     | Gól       | Meccs | Gól  | Meccs      | Gól        | Meccs    | Gól      |
| -------------------------- | -------- | -------------- | --------- | --------- | ----- | ---- | ---------- | ---------- | -------- | -------- |
| Chicago Fire               | 2021     | MLS            | 34        | 1         | 0     | 0    | —          | —          | 34       | 1        |
| Chicago Fire               | 2022     | MLS            | 7         | 1         | 1     | 0    | —          | —          | 8        | 1        |
| Chicago Fire               | Összesen | Összesen       | 41        | 2         | 1     | 0    | 0          | 0          | 42       | 2        |
| Zulte-Waregem (kölcsönben) | 2022–23  | Jupiler League | 13        | 2         | 3     | 0    | —          | —          | 16       | 2        |
| Montréal                   | 2023     | MLS            | 18        | 3         | 4     | 1    | —          | —          | 22       | 4        |
| Összesen                   | Összesen | Összesen       | 72        | 7         | 8     | 1    | 0          | 0          | 80       | 8        |

## Sikerei, díjai
Montréal
- Kanadai Kupa
  - Döntős (1): 2023